# Dwars door Vlaanderen 2014
La Dwars door Vlaanderen 2014, sessantanovesima edizione della corsa, valida come evento dell'UCI Europe Tour 2014 categoria 1.1, si svolse il 26 marzo 2014 su un percorso di 200,8 km. Fu vinta dall'olandese Niki Terpstra, che giunse al traguardo in 4h31'43" alla media di 44,34 km/h.
Conclusero la gara 121 dei ciclisti alla partenza.

## Squadre e corridori partecipanti
| N.      | Cod. | Squadra                |
| ------- | ---- | ---------------------- |
| 1-8     | CAN  | Cannondale Pro Cycling |
| 11-18   | MOV  | Movistar Team          |
| 21-28   | SKY  | Team Sky               |
| 31-38   | BMC  | BMC Racing Team        |
| 41-48   | GRS  | Garmin-Sharp           |
| 51-58   | TFR  | Trek Factory Racing    |
| 61-68   | OPQ  | Omega Pharma-Quickstep |
| 71-78   | AST  | Astana Pro Team        |
| 81-88   | OGE  | Orica-GreenEDGE        |
| 91-98   | KAT  | Katusha Team           |
| 101-108 | TCS  | Tinkoff-Saxo           |

| N.      | Cod. | Squadra                         |
| ------- | ---- | ------------------------------- |
| 111-118 | ALM  | AG2R La Mondiale                |
| 121-128 | BEL  | Belkin Pro Cycling Team         |
| 131-138 | LTB  | Lotto-Belisol Team              |
| 141-148 | IAM  | IAM Cycling                     |
| 151-158 | WGG  | Wanty-Groupe Gobert             |
| 161-168 | TSV  | Topsport Vlaanderen-Baloise     |
| 171-178 | COF  | Cofidis, Solutions Credits      |
| 181-188 | AND  | Androni Giocattoli-Venezuela    |
| 191-198 | MTN  | MTN-Qhubeka                     |
| 201-208 | TNE  | Team NetApp-Endura              |
| 211-218 | UHC  | UnitedHealthcare Pro Cycling T. |

## Ordine d'arrivo (Top 10)
| Pos. | Corridore        | Squadra       | Tempo    |
| ---- | ---------------- | ------------- | -------- |
| 1    | Niki Terpstra    | Omega Pharma  | 4h31'43" |
| 2    | Tyler Farrar     | Garmin-Sharp  | a 17"    |
| 3    | Borut Božič      | Astana        | s.t.     |
| 4    | Jempy Drucker    | Wanty-Gobert  | s.t.     |
| 5    | Sylvain Chavanel | IAM Cycling   | s.t.     |
| 6    | Jens Debusschere | Lotto-Belisol | s.t.     |
| 7    | Tom Van Asbroeck | Topsport      | s.t.     |
| 8    | Oscar Gatto      | Cannondale    | s.t.     |
| 9    | Jens Keukeleire  | Orica-GreenE. | s.t.     |
| 10   | Jaŭhen Hutarovič | AG2R La Mond. | s.t.     |